# Rudolf Leeb (Kirchenhistoriker)
Rudolf Leeb (* 19. September 1958 in Afritz am See) ist ein österreichischer Kirchenhistoriker.

## Leben
Leeb studierte evangelische Theologie und Kunstgeschichte (Nebenfach: Judaistik) sowie Byzantinistik in Wien und Tübingen. 1984 legte er das theologische Examen ab. 1987 erwarb er den Magister in Kunstgeschichte. Ab 1987 war er Assistent am Institut für Kirchengeschichte, Christliche Archäologie und Kirchliche Kunst an der Evangelisch-Theologischen Fakultät in Wien. Nach der Promotion 1989 zum Dr. theol. im Fach Kirchengeschichte (Konstantin und Christus. Die Verchristlichung der imperialen Repräsentation unter Konstantin dem Großen als Spiegel seiner Kirchenpolitik und seines Selbstverständnisses als christlicher Kaiser), der Promotion am 4. Juli 1994 zum Dr. phil. in Kunstgeschichte (Die Anfänge des protestantischen Kirchenbaues. Untersuchungen zu Typologie und Ikonologie des frühen evangelischen Kirchenbaues) und der Habilitation Oktober 1995 für die Fächer Kirchengeschichte, Christliche Archäologie und Kirchliche Kunst. (Thema der Habilitationsschrift: Der Missionsgedanke im frühen Mittelalter. Untersuchungen zu Missionsmotivation und universalmissionarischem Gedanken bis Bonifatius) war er ab 1996 Außerordentlicher Universitätsprofessor und von März 2004 bis zu seinem Ruhestand im September 2023 Professor.
Seine Arbeitsschwerpunkte sind Christianisierungsprozesse in der Spätantike und im frühen Mittelalter, christliche Ikonographie und Kunst im kirchlichen Raum (Kirchenbau und bildende Kunst im Protestantismus), Geschichte des Protestantismus in Österreich und Kalender des Filocalus.

## Schriften (Auswahl)
- Konstantin und Christus. Die Verchristlichung der imperialen Repräsentation unter Konstantin dem Großen als Spiegel seiner Kirchenpolitik und seines Selbstverständnisses als christlicher Kaiser. Berlin 1992, ISBN 3-11-013544-2.

Herausgeber
- mit Susanne Claudine Pils und Thomas Winkelbauer: Staatsmacht und Seelenheil. Gegenreformation und Geheimprotestantismus in der Habsburgermonarchie. München 2007, ISBN 3-7029-0546-4.
- mit Martin Scheutz und Dietmar Weikl: Geheimprotestantismus und evangelische Kirchen in der Habsburgermonarchie und im Erzstift Salzburg (17./18. Jahrhundert). München 2009, ISBN 978-3-205-78301-5.
- mit Walter Öhlinger und Karl Vocelka: Brennen für den Glauben. Wien nach Luther. Wien 2017, ISBN 3-7017-3415-1.

Festschrift
- Leonhard Jungwirth/Astrid Schweighofer (Hrsg.): Festschrift für Rudolf Leeb zum 65. Geburtstag (= Jahrbuch für die Geschichte des Protestantismus, Sonderband 2023). Evangelische Verlagsanstalt, Leipzig 2023, ISBN 978-3-374-07484-6.